# Turkije op de Olympische Zomerspelen 1948
Turkije nam deel aan de Olympische Zomerspelen 1948 in Londen, Engeland. Elf van de twaalf medailles werden in het worstelen gewonnen.

## Medailles

### 1Goud
- Nasuh Akar – worstelen vrije stijl 52 - 57kg (bantamgewicht), mannen
- Gazanfer Bilge – worstelen vrije stijl 57 - 63kg (vedergewicht), mannen
- Celal Atik – worstelen vrije stijl 63 - 67kg (lichtgewicht), mannen
- Yasar Dogu – worstelen vrije stijl 67 - 73kg (weltergewicht), mannen
- Ahmet Kireççi – worstelen Grieks-Romeins + 87kg (super zwaargewicht), mannen
- Mehmet Oktav – worstelen Grieks-Romeins 57 - 61kg (vedergewicht), mannen

### 2Zilver
- Halit Balamir – worstelen vrije stijl - 52kg (vlieggewicht), mannen
- Adil Candemir – worstelen vrije stijl 73 - 79kg (middengewicht), mannen
- Kenan Olcay – worstelen Grieks-Romeins - 52kg (vlieggewicht), mannen
- Muhlis Tayfur – worstelen Grieks-Romeins 73 - 79kg (middengewicht), mannen

### 3Brons
- Halil Kaya – worstelen Grieks-Romeins 52 - 57kg (bantamgewicht), mannen
- Ruhi Sarıalp – atletiek hink-stap-springen, mannen

Afghanistan · Argentinië · Australië · België · Bermuda · Birma · Brazilië · Brits-Guiana · Canada · Ceylon · Chili · Colombia · Cuba · Denemarken · Egypte · Filipijnen · Finland · Frankrijk · Griekenland · Groot-Brittannië · Hongarije · Ierland · IJsland · India · Irak · Iran · Italië · Jamaica · Joegoslavië · Libanon · Liechtenstein · Luxemburg · Malta · Mexico · Monaco · Nederland · Nieuw-Zeeland · Noorwegen · Oostenrijk · Pakistan · Panama · Peru · Polen · Portugal · Puerto Rico · Republiek China · Singapore · Spanje · Syrië · Trinidad en Tobago · Tsjecho-Slowakije · Turkije · Uruguay · Venezuela · Verenigde Staten · Zuid-Afrika · Zuid-Korea · Zweden · Zwitserland